# I Know You Want Me (Calle Ocho)
"I Know You Want Me (Calle Ocho)" là một ca khúc của rapper Pitbull được phát hành như đĩa đơn thứ hai từ album thứ hai của anh, Rebelution.

## Các bài hát
- Tải kỹ thuật số

1. "I Know You Want Me (Calle Ocho)" - 4:07

- Đĩa mở rộng iTunes

1. "I Know You Want Me (Calle Ocho)" [More English Radio Edit] - 3:40
2. "I Know You Want Me (Calle Ocho)" [Radio edit] - 4:04
3. "I Know You Want Me (Calle Ocho)" [More English Mix] - 3:03
4. "I Know You Want Me (Calle Ocho)" [More English Extended Mix] - 4:26

- CD quảng bá

1. "I Know You Want Me [Calle Ocho]" (Radio Edit Cold) - 03:40
2. "I Know You Want Me [Calle Ocho]" (Radio Edit Fade) - 04:04
3. "I Know You Want Me [Calle Ocho]" (Spanish Bridge Version) - 03:03
4. "I Know You Want Me [Calle Ocho]" (More English Extended Mix) - 03:49
5. "I Know You Want Me [Calle Ocho]" (Extended Mix) - 04:26
6. "I Know You Want Me [Calle Ocho]" (Extended Instrumental Mix) - 06:04
7. "I Know You Want Me [Calle Ocho]" (hợp tác với Yomo) 04:14

## Bảng xếp hạng và doanh số chứng nhận
| Bảng xếp hạng (2009)                     | Vị trí cao nhất |
| ---------------------------------------- | --------------- |
| Úc (ARIA)                                | 6               |
| Áo (Ö3 Austria Top 40)                   | 3               |
| Bỉ (Ultratop 50 Flanders)                | 1               |
| Bỉ (Ultratop 50 Wallonia)                | 1               |
| Canada (Canadian Hot 100)                | 2               |
| Cộng hòa Séc (Rádio Top 100)             | 2               |
| Đan Mạch (Tracklisten)                   | 6               |
| Châu Âu Hot 100 Singles (Billboard)      | 1               |
| Phần Lan (Suomen virallinen lista)       | 2               |
| Pháp (SNEP)                              | 1               |
| Đức (GfK)                                | 8               |
| Hungary (Rádiós Top 40)                  | 4               |
| Ireland (IRMA)                           | 5               |
| Israel (Media Forest)                    | 1               |
| Ý (FIMI)                                 | 6               |
| Hà Lan (Dutch Top 40)                    | 1               |
| Hà Lan (Single Top 100)                  | 2               |
| New Zealand (Recorded Music NZ)          | 3               |
| Na Uy (VG-lista)                         | 5               |
| Romania (Romanian Top 100)               | 1               |
| Slovakia (Rádio Top 100)                 | 23              |
| Tây Ban Nha (PROMUSICAE)                 | 1               |
| Thụy Điển (Sverigetopplistan)            | 3               |
| Thụy Sĩ (Schweizer Hitparade)            | 2               |
| Anh Quốc (OCC)                           | 4               |
| Hoa Kỳ Billboard Hot 100                 | 2               |
| Hoa Kỳ Dance Club Songs (Billboard)      | 27              |
| Hoa Kỳ Hot R&B/Hip-Hop Songs (Billboard) | 86              |
| Hoa Kỳ Latin Pop Songs (Billboard)       | 4               |
| Hoa Kỳ Hot Latin Songs (Billboard)       | 6               |
| Hoa Kỳ Tropical Airplay (Billboard)      | 10              |
| Hoa Kỳ Pop Airplay (Billboard)           | 4               |
| Hoa Kỳ Hot Rap Songs (Billboard)         | 4               |

| Quốc gia    | Nhà cung cấp | Chứng nhận  | Doanh số  |
| ----------- | ------------ | ----------- | --------- |
| Argentina   | EMI          | Vàng        | 10,000+   |
| Úc          | ARIA         | Bạch kim    | 70,000    |
| Canada      | CRIA         | 3× Bạch kim | 120,000   |
| Đức         | BVMI         | Vàng        | 150,000+  |
| Tây Ban Nha | PROMUSICAE   | 3× Bạch kim | 120,000+  |
| Hoa Kỳ      | RIAA         | 2× Bạch kim | 2,000,000 |

| Bảng xếp hạng (20098)     | Vị trí |
| ------------------------- | ------ |
| Australia (ARIA)          | 21     |
| Canadian Hot 100          | 7      |
| France (SNEP)             | 7      |
| German Singles Chart      | 37     |
| Hungarian Airplay Chart   | 28     |
| Italy (FIMI)              | 26     |
| New Zealand Singles Chart | 20     |
| Spanish Singles Chart     | 3      |
| Swiss Singles Chart       | 11     |
| UK Singles Chart          | 59     |
| US Billboard Hot 100      | 17     |
| Bảng xếp hạng (2009)      | Vị trí |
| Hungarian Airplay Chart   | 55     |